# Distrito de Kozhikode
Kozhikode  (en malayalam: കോഴിക്കോട് ജില്ല) o distrito de Calicut, es uno de los 14 distritos del estado indio de Kerala, ubicado en la Costa de Malabar en el suroeste del país. La ciudad de Kozhikode, también conocida como Calicut, es la sede del distrito. El distrito está urbanizado en un 67.15%.
La corporación municipal de Kozhikode tiene una población de 609,224 habitantes y una población metropolitana de más de 2 millones, lo que convierte al área metropolitana de Kozhikode en la segunda más grande de Kerala y la decimonovena más grande de la India. Kozhikode está clasificada como una ciudad de Nivel 2 por el Gobierno de la India. NIT Calicut, NIEIT y IIM Kozhikode son instituciones de importancia nacional ubicadas en el distrito.
Kozhikode es la ciudad más grande del antiguo distrito de Malabar y actuó como su sede durante el Raj británico. En la antigüedad y durante el período medieval, Kozhikode fue apodada la Ciudad de las Especias por su papel como principal punto de comercio de especias indias. Fue la capital de un reino independiente gobernado por los Samoothiris (Zamorins), que también era el reino más grande de Kerala antes de la expansión de Travancore a mediados del siglo XVIII. El puerto de Kozhikode actuó como la puerta de entrada a la costa medieval del Sur de la India para los chinos, los árabes, los portugueses, los neerlandeses y, finalmente, la Compañía Británica de las Indias Orientales.
El distrito de Kozhikode está bordeado por los distritos de Kannur y Mahé (Puducherry) al norte, Wayanad al este y Malappuram al sur. El Mar Arábigo se encuentra al oeste y la cordillera de los Ghats Occidentales se extiende hacia el este. Vavul Mala, un pico de 2,339 m de altura situado en la trijuncción de los distritos de Kozhikode, Wayanad  y Malappuram, es el punto más alto del distrito. Se encuentra entre las latitudes 11°8′ N y 11°50′ N y las longitudes 75°30′ E y 76°8′ E. El Thamarassery Churam conecta la ciudad de Kozhikode con la meseta de Wayanad.
El distrito está dividido en cuatro taluks: Kozhikode, Vatakara, Koyilandy y Thamarassery. Según el censo de 2011, hay 12 panchayats de bloques: Balusseri, Chelannur, Koduvally, Kozhikode, Kunnamangalam, Kunnummal, Melady, Panthalayani, Perambra, Thodannur, Thuneri y Vatakara. El informe del Índice de Pobreza Multidimensional preparado por NITI Aayog basado en la Encuesta Nacional de Salud Familiar 2015–16 declaró a Kozhikode como el tercer distrito menos pobre de la India, solo después de Kottayam y Ernakulam, con una tasa de pobreza multidimensional insignificante del 0.26%.

## Etimología
El origen exacto del nombre Kozhikode es incierto. Según muchas fuentes, el nombre Kozhikode se deriva de Koyil-kota (fortaleza), que significa palacio fortificado. Koil o Koyil o Kovil es el término en malayalam/tamil para un templo hindú, refiriéndose al Templo Shiva de Tali. Ambos términos kōyil y kōvil se usan indistintamente. El nombre también se corrompió en Kolikod, o su versión árabe Qāliqūṭ y más tarde su versión anglicanizada Calicut. Los comerciantes árabes lo llamaban Qāliqūṭ (AFI: qˠaːliqˠːuːtˤ). Los comerciantes chinos lo llamaban Kūlifo. Los tamiles lo llamaban Kallikottai. 

## Historia

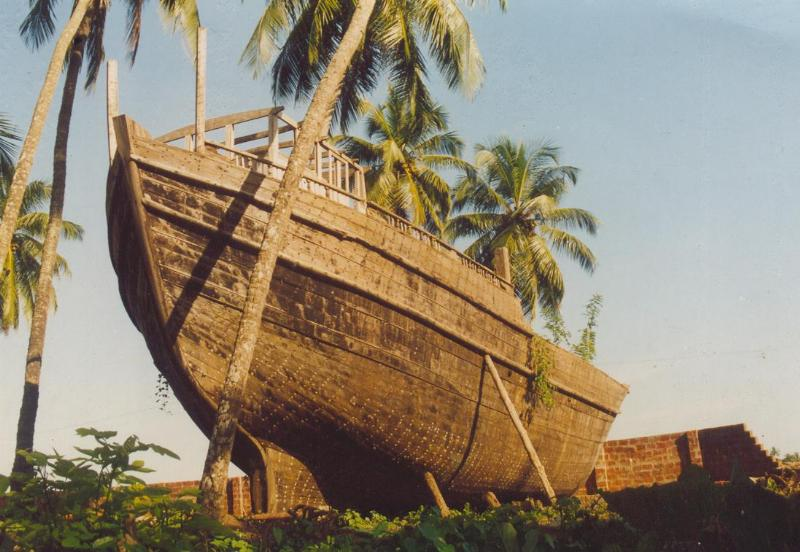
Uru, un tipo de barco construido en Beypore, Calicut

Tras la formación de Kerala en 1956, el antiguo distrito de Malabar se dividió en tres: distrito de Kannur, distrito de Kozhikode y distrito de Palakkad.
En ese momento, el distrito de Kozhikode tenía dos Divisiones de Ingresos: la División de Ingresos de Kozhikode y la División de Ingresos de Malappuram. La División de Ingresos de Kozhikode tenía cuatro Taluks: Vatakara, Koyilandy, Kozhikode y South Wayanad. La División de Malappuram tenía dos Taluks: Eranad y Tirur.

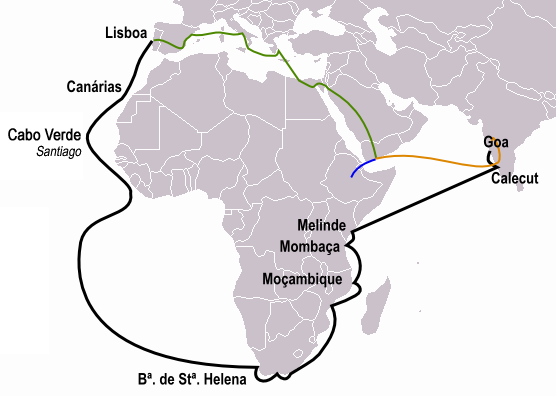
El camino que tomó Vasco da Gama para llegar a Kozhikode (línea negra) en 1498, lo que también fue el descubrimiento de una ruta marítima de Europa a la India, y finalmente allanó el camino para la colonización europea del subcontinente indio.

El 16 de junio de 1969, la División de Ingresos de Malappuram del distrito de Kozhikode, excluyendo tres aldeas de ingresos, Feroke, Ramanattukara y Kadalundi, se separó para formar el distrito de Malappuram.
Nuevamente, el 1 de noviembre de 1980, el Taluk de South Wayanad del distrito de Kozhikode se separó para formar el distrito de Wayanad.

## Demografía
Según el Informe de Estadísticas de 2018, el distrito de Kozhikode tiene una población de 3,249,761, aproximadamente igual a la nación de Mongolia o al estado estadounidense de Iowa. El censo de India de 2011 le da al distrito una clasificación de 115.º en India (de un total de 640). Su tasa de crecimiento de la población durante la década 2001–2011 fue del 7,31%. Kozhikode tiene una proporción de sexos de 1097 mujeres por cada 1000 hombres, y una tasa de alfabetización del 95,24%. El 67,15% de la población vive en áreas urbanas. Las Castas y Tribus Registradas representan el 6,45% y el 0,49% de la población respectivamente.
El área metropolitana de Kozhikode tiene una población de más de 2 millones, lo que la convierte en la segunda más grande de Kerala y la decimonovena más grande de India. El 67,15 % de la población total del distrito de Kozhikode vive en áreas urbanas (que incluyen Corporaciones Municipales, Municipios y Pueblos del Censo), según el censo de India de 2011.
El informe del Índice de Pobreza Multidimensional elaborado por NITI Aayog basado en la Encuesta Nacional de Salud Familiar 2015–16 declaró a Kozhikode como el tercer distrito menos pobre de India, solo después de Kottayam y Ernakulam, con una tasa de pobreza multidimensional insignificante del 0,26%.
El malayalam es el idioma predominante, hablado por el 99,05% de la población. Pequeñas minorías hablan tamil e hindi, principalmente en áreas urbanas.
Los siglos de comercio a través del Océano Índico han dado a Kozhikode una población cosmopolita.

### Religión
Según el censo de 2011, los hindúes constituyen la mayoría de la población, seguidos por los musulmanes y los cristianos. La proporción en el censo de 2011 fue de 56.21% hindúes; 39.24% musulmanes y 4.26% cristianos.
Hay una pequeña presencia de jainistas (601), sijs (297) y budistas (235).

## Clima
El distrito tiene un clima generalmente húmedo con una temporada muy calurosa que se extiende de marzo a mayo. La temporada de lluvias es durante el monzón del suroeste, que comienza la primera semana de junio y se extiende hasta septiembre. El monzón del noreste se extiende desde la segunda mitad de octubre hasta noviembre. La precipitación anual promedio es de 129 plg. El mejor clima se encuentra hacia el final del año, en diciembre y enero, cuando los cielos están despejados y el aire es fresco. La temperatura más alta registrada fue de 102,9 °F en marzo de 1975. La más baja fue de 57,2 °F registrada el 26 de diciembre de 1975.
| Parámetros climáticos promedio de Kozhikode | Parámetros climáticos promedio de Kozhikode | Parámetros climáticos promedio de Kozhikode | Parámetros climáticos promedio de Kozhikode | Parámetros climáticos promedio de Kozhikode | Parámetros climáticos promedio de Kozhikode | Parámetros climáticos promedio de Kozhikode | Parámetros climáticos promedio de Kozhikode | Parámetros climáticos promedio de Kozhikode | Parámetros climáticos promedio de Kozhikode | Parámetros climáticos promedio de Kozhikode | Parámetros climáticos promedio de Kozhikode | Parámetros climáticos promedio de Kozhikode | Parámetros climáticos promedio de Kozhikode |
| Mes                                         | Ene.                                        | Feb.                                        | Mar.                                        | Abr.                                        | May.                                        | Jun.                                        | Jul.                                        | Ago.                                        | Sep.                                        | Oct.                                        | Nov.                                        | Dic.                                        | Anual                                       |
| ------------------------------------------- | ------------------------------------------- | ------------------------------------------- | ------------------------------------------- | ------------------------------------------- | ------------------------------------------- | ------------------------------------------- | ------------------------------------------- | ------------------------------------------- | ------------------------------------------- | ------------------------------------------- | ------------------------------------------- | ------------------------------------------- | ------------------------------------------- |
| Temp. máx. media (°C)                       | 31.6                                        | 32.0                                        | 32.7                                        | 33.1                                        | 32.4                                        | 29.4                                        | 28.4                                        | 28.3                                        | 29.5                                        | 30.6                                        | 31.3                                        | 31.6                                        | 30.9                                        |
| Temp. mín. media (°C)                       | 22                                          | 23.4                                        | 25                                          | 26.1                                        | 25.8                                        | 24                                          | 23.5                                        | 23.5                                        | 24                                          | 24                                          | 23.6                                        | 22.7                                        | 23.8                                        |
| Lluvias (mm)                                | 2.7                                         | 3.4                                         | 21.4                                        | 90.2                                        | 310.9                                       | 818.2                                       | 902.5                                       | 447.3                                       | 233.4                                       | 263.5                                       | 136.6                                       | 35                                          | 3265.1                                      |
| Fuente:                                     |                                             |                                             |                                             |                                             |                                             |                                             |                                             |                                             |                                             |                                             |                                             |                                             |                                             |

## Administración
La sede de la administración del distrito se encuentra en la estación civil de Kozhikode en West Hill. La administración del distrito está encabezada por el colector de distrito. Él es asistido por los subcolectores, quienes se encargan de asuntos generales, adquisición de tierras, recuperación de ingresos, reformas agrarias y elecciones.

### Entidades Locales Urbanas
Hay siete ciudades municipales en el distrito, además de la corporación municipal de Kozhikode, que fue establecida en 1962 como la segunda corporación municipal en Kerala después de Trivandrum. Las ciudades municipales del distrito son:
| Municipio     | Población (2011) | Área (km2) | Densidad de población (/km2) | Taluk        |
| ------------- | ---------------- | ---------- | ---------------------------- | ------------ |
| Vatakara      | 75,295           | 21.32      | 3,532                        | Vatakara     |
| Koyilandy     | 71,873           | 29.05      | 2,474                        | Koyilandy    |
| Feroke        | 54,074           | 15.54      | 3,480                        | Kozhikode    |
| Payyoli       | 49,470           | 22.34      | 2,214                        | Koyilandy    |
| Koduvally     | 48,687           | 23.85      | 2,041                        | Thamarassery |
| Mukkam        | 40,670           | 31.20      | 1,304                        | Kozhikode    |
| Ramanattukara | 35,937           | 11.70      | 3,072                        | Kozhikode    |

### Representación Legislativa

Mapa de los 13 circunscripciones de Kozhikode con sus límites

Hay tres circunscripciones del Lok Sabha en Kozhikode: Vatakara, Kozhikode y Wayanad.  Hay 13 escaños en la Asamblea Legislativa de Kerala en el distrito de Kozhikode.

### Organización territorial
Se divide en cuatro talukas: Vatakara, Koyilandy, Thamarassery y Kozhikode. En cuanto a la autonomía local específica de las ciudades, la capital Kozhikode posee el estatus de corporación municipal desde 1962, mientras que otras siete ciudades funcionan como municipios: Vatakara, Koyilandy, Ramanattukara, Feroke, Payyoli, Koduvally y Mukkam.

## Economía

Kozhikode fue la ciudad capital del antiguo Distrito de Malabar

Kozhikode es uno de los principales centros económicos de Kerala. Al albergar aproximadamente el 8% de la población del estado, el distrito contribuye con más del 12% a los ingresos estatales. Nedungadi Bank, el primer y más antiguo banco del moderno estado de Kerala, fue establecido por Appu Nedungadi en Kozhikode en el año 1899. Cyberpark en Kozhikode es uno de los centros de TI en Kerala. La economía de Kozhikode depende significativamente de su sector de servicios.

## Cultura

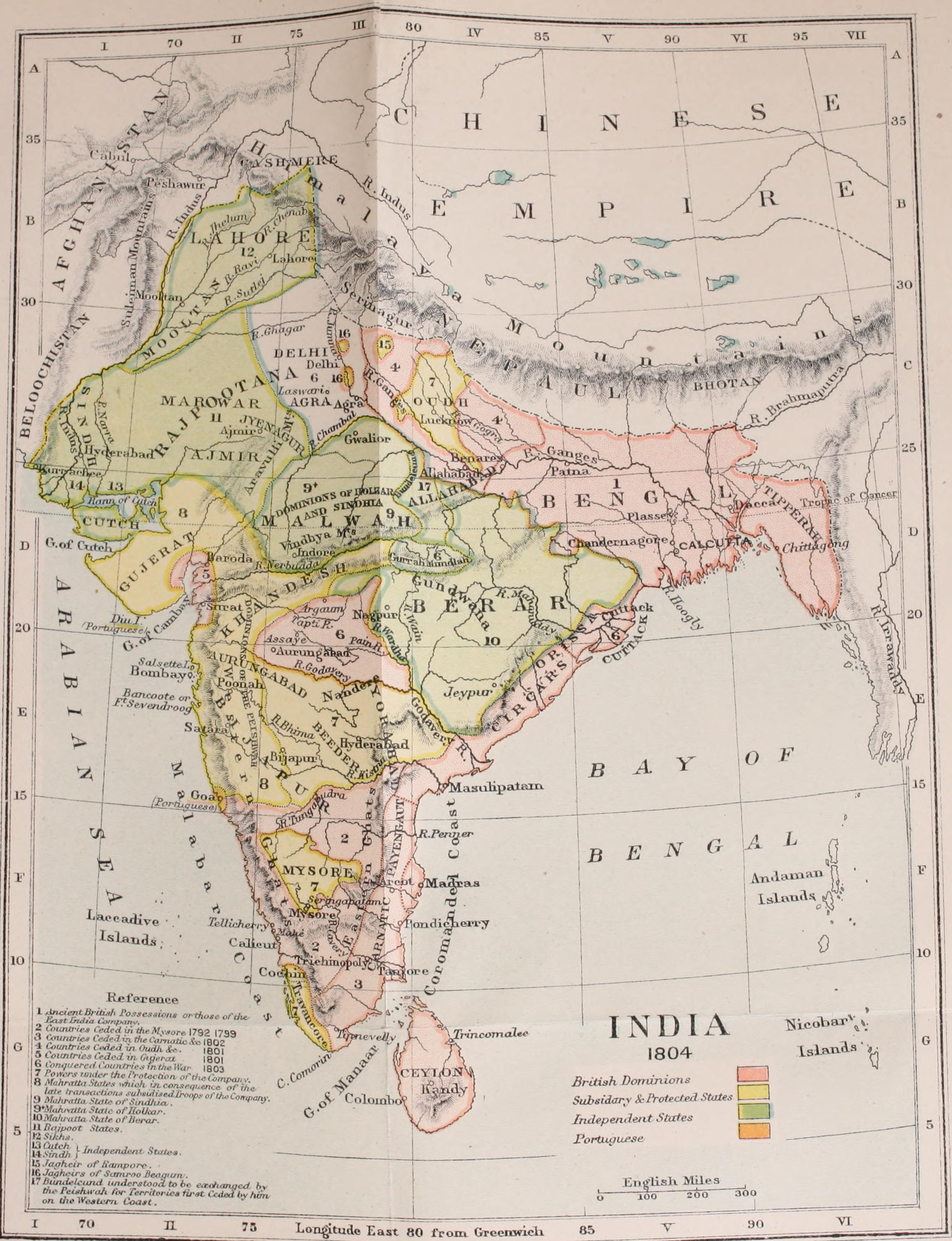
Un antiguo mapa de la India en 1804. Nota que solo Thalassery, Kozhikode y Kochi están marcadas como ciudades en el actual estado de Kerala

### Idioma malabar (malayalam)
En el campo del idioma Malayalam y la literatura, el distrito de Kozhikode ha hecho muchas contribuciones significativas. Durante el siglo XVII, Su Alteza Sri Samoothiri Manavedan Maharajá escribió el famoso Krishnattam, un texto Manipravalam que describe la infancia del Señor Krishna en ocho volúmenes. El distrito es famoso por las canciones o baladas populares conocidas como Vadakkan Pattukal. Las canciones más populares celebran las hazañas de Thacholi Othenan y Unniyarcha. Un debate intelectual para eruditos védicos, donde los ganadores reciben el título de Pattathanam, tiene lugar en el templo de Thali durante el mes de Thulam. Kozhikode también tiene fuertes asociaciones con ghazals y fútbol.

### Literatura de malayalam

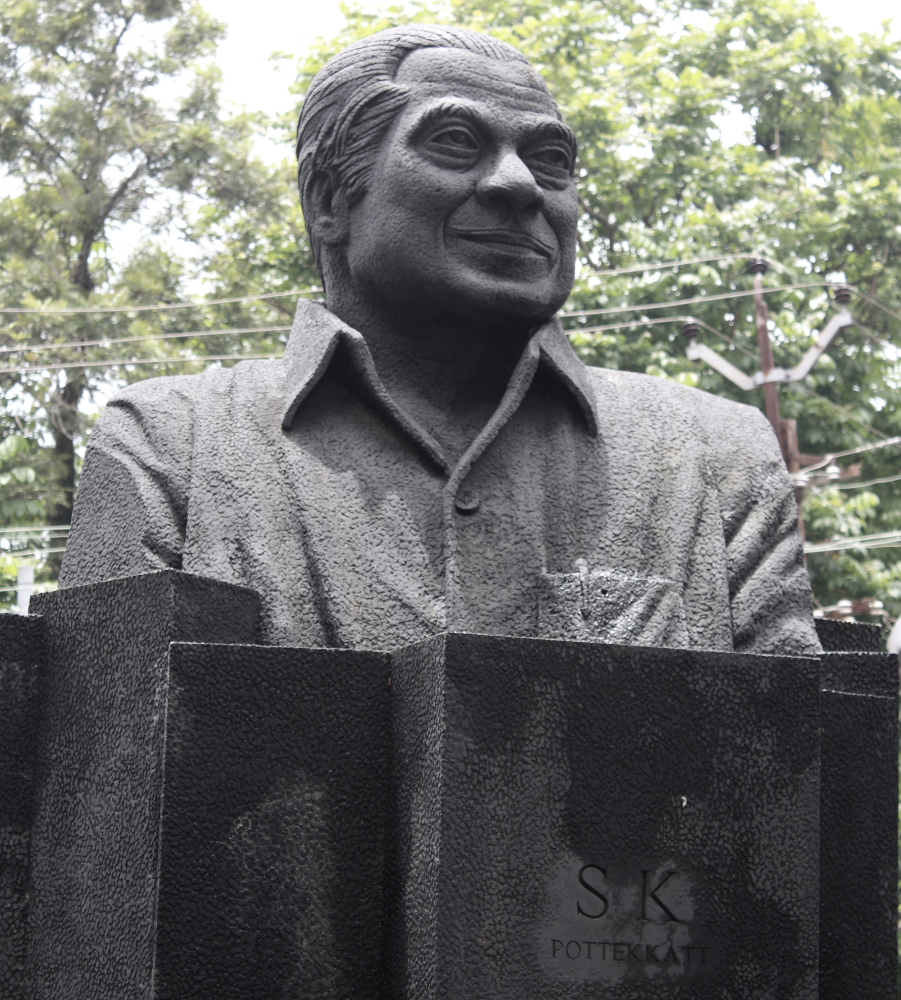
Un busto de S. K. Pottekkatt frente a S.M. Street en Kozhikode

Muchos escritores prominentes de la literatura Malayalam provienen del distrito de Kozhikode. Entre ellos se encuentran S. K. Pottekkatt, Thikkodiyan, Punathil Kunjabdulla, U. A. Khader, Akbar Kakkattil, N. N. Kakkad, P. Valsala y M. N. Karassery. S. K. Pottekkatt fue quizás el escritor más celebrado de Kozhikode, cuyo trabajo galardonado Oru Theruvinte Katha (Historia de una calle) está ambientado en S. M. Street. Varias editoriales líderes en Malayalam tienen sede en la ciudad, incluyendo Poorna, Mathrubhumi, Mulberry, Lipi y Olive. Varias bibliotecas están ubicadas en y alrededor de la ciudad. La biblioteca Pública de Kozhikode y el Centro de Investigación en Mananchira se construyó en 1996. En 2023, Kozhikode se convirtió en la primera Ciudad de la Literatura de la UNESCO en India.

### Música
Además del Malabar Mahotsavam, el festival cultural anual de Kozhikode, desde 1981, la Fundación Tyagaraja ha estado realizando un festival de música de cinco días en honor a Tyagaraja. El festival incluye Uncchavritti, interpretación de kritis de Divyanama, Kriti Pancharatna, conciertos de artistas profesionales y estudiantes de música desde la mañana hasta la noche.
Kozhikode tiene una tradición de apreciación del Ghazal y la música clásica hindustani. Existen muchos Ghazals en Malayalam. El difunto director de cine y cantante de playback M. S. Baburaj, de Kozhikode, fue influenciado por el Ghazal y la música hindustani.
Se realizan fiestas y eventos de DJ en hoteles, centros comerciales, pubs y parques tecnológicos en Calicut. Ragam y Thatva fest en NITC y diferentes festivales en IIM cuentan con la participación de bandas internacionales.

### Cocina
Kozhikode ofrece una variedad de comidas de Sur de India, Norte de India, Europea, China, Árabe, gujarati y jainista. La cultura culinaria de la ciudad ha sido moldeada por influencias portuguesas, neerlandesas, francesas, británicas, árabes y otras indias. Ofrece tanto platos vegetarianos como no vegetarianos en gran variedad. La cultura de los centros comerciales en la ciudad ha ganado impulso y la comida rápida es muy popular. La nueva generación está más inclinada hacia la comida china, árabe y americana, y una nueva tendencia hacia el vegetarianismo está ganando popularidad debido a preocupaciones de salud.
La ciudad también es famosa por el halva, conocido como Sweet Meat por los europeos debido a la textura del dulce. Kozhikode tiene una calle principal en la ciudad llamada S. M. Street (Mittayi Theruvu). Su nombre se deriva de las numerosas tiendas de Halwa que solían adornar la calle. La historia de esta calle se remonta a la época del Samoothiri de Calicut, cuando el gobernante invitó a fabricantes de dulces gujarati a establecerse en la ciudad y acomodó sus tiendas justo fuera de las murallas del palacio. Otra especialidad son las chips de plátano, que se hacen crujientes y finas como obleas. Otros platos populares incluyen preparaciones de mariscos (camarones, mejillones, caballa). La oferta vegetariana incluye el sadya.

### Cine
La historia del cine en Kozhikode se remonta a la década de 1950. Algunas de las principales compañías de producción de películas en malayalam, como Grihalakshmi Productions, Kalpaka y Swargachitra, tienen su sede en Kozhikode. La ciudad también fue un importante centro de cineastas destacados como I. V. Sasi y T. Damodaran. Kozhikode produjo actores notables como K. P. Ummer, Mammukoya, Balan K. Nair, Santha Devi y Kuthiravattam Pappu. El músico eterno Baburaj, el letrista Gireesh Puthenchery, los cineastas Ranjith, V. M. Vinu, A. Vincent, Shajoon Kariyal y Anjali Menon, y el cinematógrafo P. S. Nivas también son originarios de Kozhikode. Algunos otros actores de cine como Nellikode Bhaskaran, Augustine, Madhupal, Anoop Menon, Neeraj Madhav y Vijayan Malaparamba son de Kozhikode.
El thriller de Hollywood de 1947, Sinbad el marinero, menciona a Kozhikode.
Kozhikode, la ciudad más grande de la región de Malabar, también desempeña un papel vital en el segmento de entretenimiento. El primer teatro de la ciudad, Calicut Crown, se inauguró ya en 1925. La ciudad tiene más de 10 teatros y dos multiplex, el PVS Film City (el primer multiplex en la región de Malabar) y Crown Theatre.

### Deportes

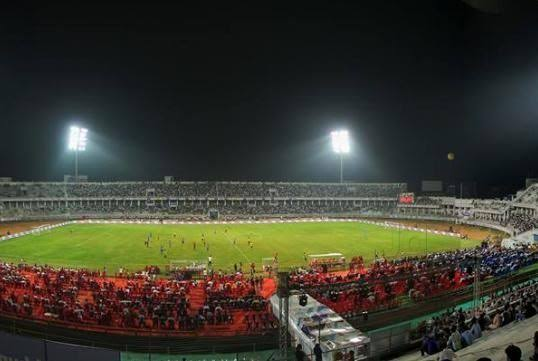
Estadio EMS

Los juegos más populares en Kozhikode son  el fútbol, críquet, fútbol, baloncesto, bádminton y voleibol. El estadio E. M. S. ha albergado numerosos partidos internacionales de equipos de fútbol importantes en el pasado. La ciudad es hogar de muchos futbolistas internacionales. Uno de los más famosos fue olímpico Abdurahman, quien jugó para la nación en muchos juegos internacionales, incluyendo los Juegos Olímpicos de Melbourne. K.P. Sethu Madhavan, Premnath Phillips, Muhamad Najeeb, M Prasannan, Sudheer, etc., son algunos futbolistas internacionales de Kozhikode. La forma de fútbol de siete jugadores también es muy famosa en la ciudad.
P. T. Usha es una atleta famosa que es considerada una de las mejores atletas que India ha producido y a menudo es llamada la "reina del atletismo indio". Su apodo es Payyoli Express. Actualmente dirige la Usha School of Athletics en Koyilandy, Kerala.
T. Abdul Rahman, conocido popularmente como Rahman Olímpico, fue un futbolista indio de Kozhikode. Rahman fue miembro del equipo indio que llegó a las semifinales en los Juegos Olímpicos de Melbourne en 1956.
Otros personajes deportivos incluyen a Jimmy George, Tom Joseph (jugador de voleibol indio y capitán del equipo de voleibol indio) y Premnath Phillips. Jaseel P. Ismail, V. Diju, Aparna Balan y Arun Vishnu son jugadores internacionales de bádminton de la ciudad.
El Sports & Education Promotion Trust (SEPT) fue establecido para promover el desarrollo deportivo en India con enfoque en el fútbol. Iniciado en 2004 y con sede en Kozhikode, el trust ha establecido 52 centros llamados "viveros de fútbol" repartidos por trece distritos de Kerala. Desde 2010, se organizan carreras del Mini Maratón de Calicut por el IIM Kozhikode, con la participación de alrededor de 7000 personas cada año.

### Medios impresos

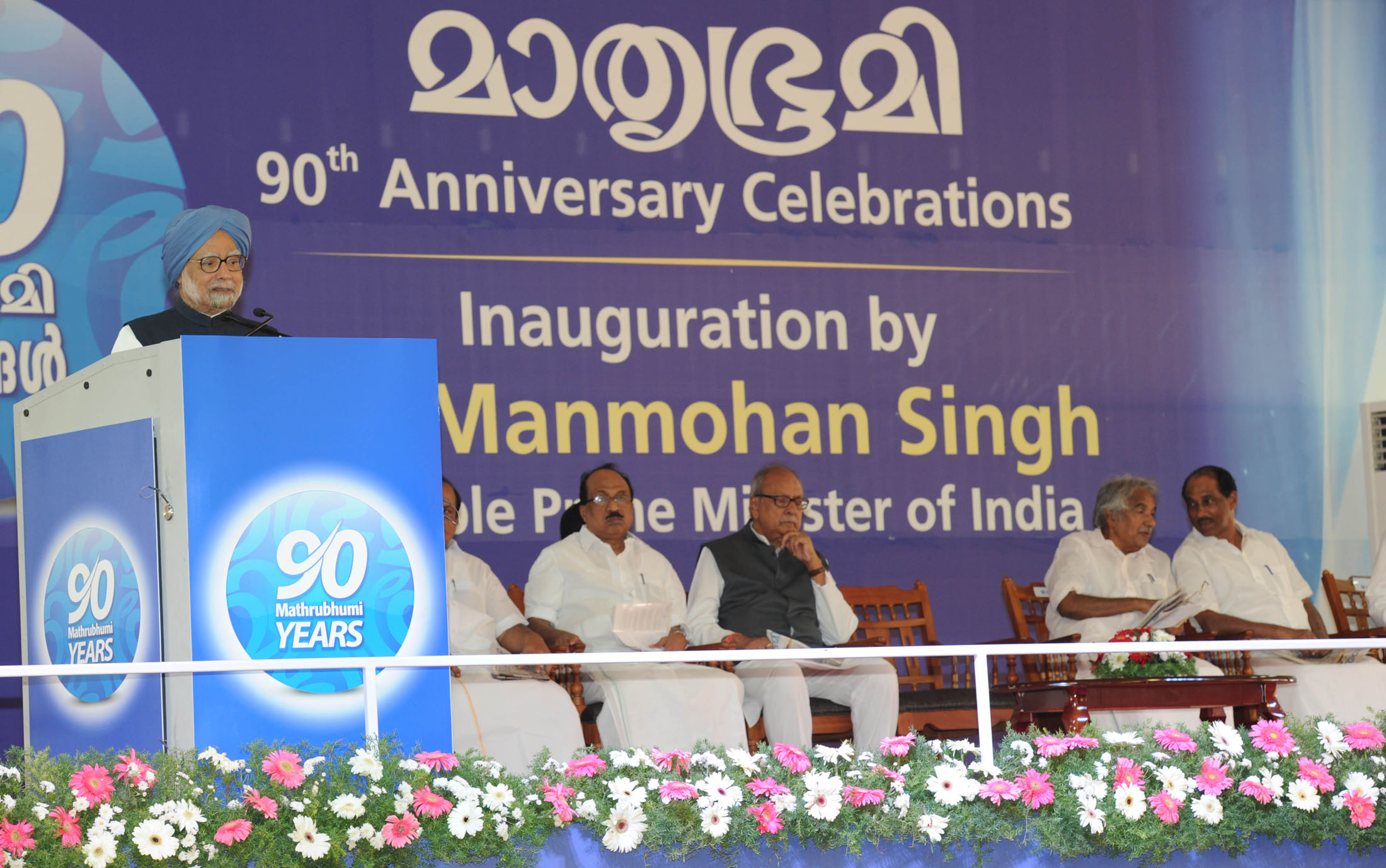
El periódico Malayalam Mathrubhumi se estableció en Kozhikode en 1923 como parte del movimiento de independencia de la India.

Kozhikode ocupa una posición destacada en la historia del periodismo en malayalam. El origen del periodismo en el distrito se remonta a 1880. Kerala Pathrika es probablemente el periódico más antiguo publicado en Kozhikode. Keralam, Kerala Sanchari y Bharath Vilasam son otros periódicos que se publicaron en Kozhikode en el siglo XIX.
Kozhikode es el 'lugar de nacimiento' de los ampliamente distribuidos periódicos malayalam Mathrubhumi, Desabhimani y Madhyamam. Chandrika, Thejas, Siraj, Varthamanam y Calicut Times son otros periódicos de Kozhikode. Junto con estos periódicos, también se publican periódicos notables como Malayala Manorama, Kerala Kaumudi, Mangalam, Deepika, The Times of India, New Indian Express, The Hindu, Deccan Chronicle, Janmabhumi, Veekshanam y periódicos vespertinos como Pradeepam, Rashtra Deepika, News Kerala y Flash. Casi todas las agencias de noticias y otros grandes periódicos publicados fuera del estado están representados en Kozhikode. The Times of India, el periódico en inglés de mayor circulación en el mundo, comenzó a circular en Kozhikode el 1 de febrero de 2012. También se publican una gran cantidad de semanales, quincenales y mensuales (como Information Technology Lokam, una revista de informática en malayalam). Los periódicos en otros idiomas regionales como inglés, hindi, kannada, tamil y telugu están disponibles.

### Radio
La estación de radio de Kozhikode de All India Radio tiene dos transmisores: Kozhikode AM (100 kilovatios) y Kozhikode FM [Vividh Bharathi] (10 kilovatios). Estaciones de radio FM privadas: Radio Mango 91.9 operada por Malayala Manorama Co. Ltd. y Red FM 93.5 de la Red SUN. Estación de radio AIR FM: Kozhikode – 103.6 MHz; estación de radio AIR MW: Kozhikode – 684 kHz.

### Televisión

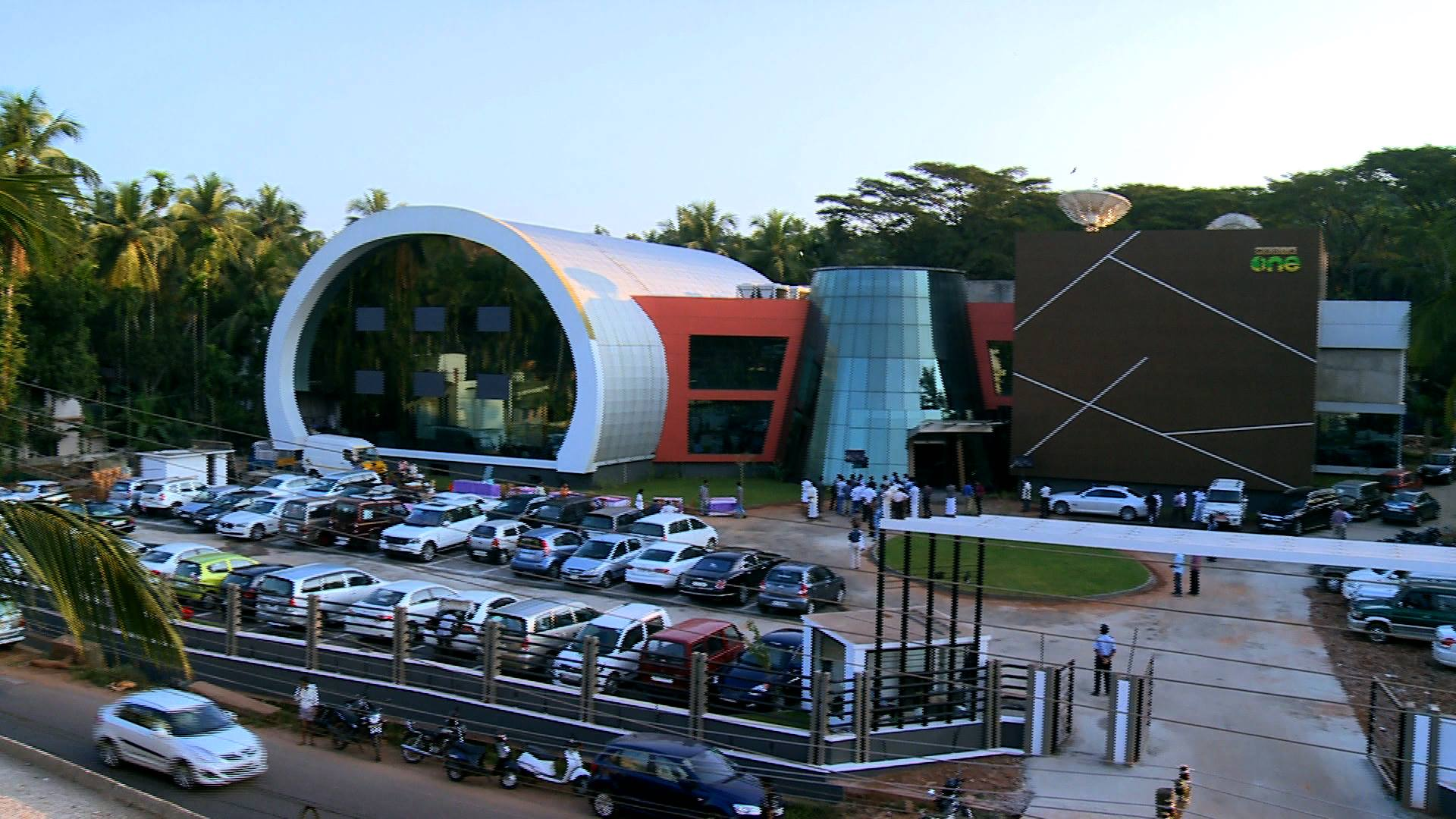
La sede y el estudio de MediaOne TV en Velliparamba, Kozhikode

Un transmisor de televisión ha estado funcionando en Kozhikode desde el 3 de julio de 1984, retransmitiendo programas desde Delhi y Thiruvananthapuram Doordarshan. Doordarshan tiene su centro de transmisión en Kozhikode ubicado en Medical College. Los canales de Malayalam basados en Kozhikode son Shalom Television, Darshana TV y Media One TV. Todos los principales canales en Malayalam, como Manorama News, Asianet, Surya TV, Kairali TV, Amrita TV, Jeevan TV, Indiavision y Jaihind, tienen sus estudios y oficinas de noticias en la ciudad. Los servicios de televisión por satélite están disponibles a través de DD Direct+, Dish TV, Sun Direct DTH y Tata Sky. Asianet Cable Vision, conocida popularmente como ACV, transmite noticias diarias de la ciudad. Spidernet es otro canal local. Otros operadores locales incluyen KCL y Citinet.
El Club de Prensa de Calicut se fundó en 1970. Es el centro neurálgico de todas las actividades mediáticas, tanto impresas como electrónicas. Comenzó con alrededor de 70 miembros en sus filas, y con el tiempo, este Club de Prensa se ha convertido en un prestigioso y alerta centro de medios en el estado con una membresía actual de más de 280.

## Transporte

### Aire

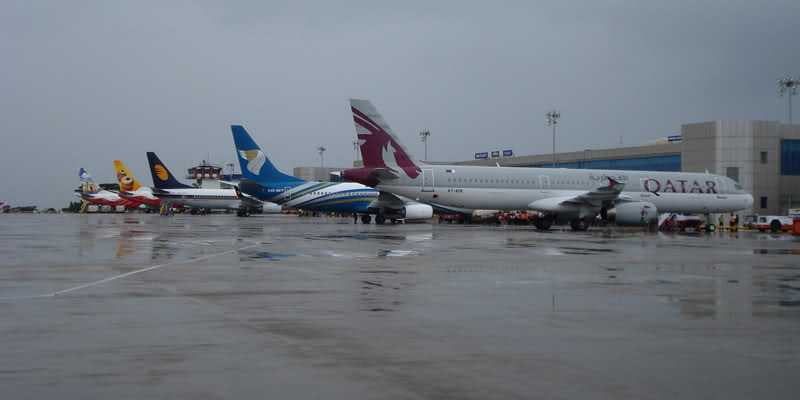
Vuelos estacionados en Aeropuerto de Calicut

Kozhikode está servido por el Aeropuerto Internacional de Calicut (IATA: CCJ, OACI: VOCL), ubicado en Karipur en el Distrito de Malappuram, a unos 28 kilómetros (17 mi) de la ciudad de Kozhikode. El aeropuerto comenzó a operar en abril de 1988. Tiene dos terminales, una para vuelos nacionales y otra para vuelos internacionales.

### Carretera
Kozhikode está bien conectada por carretera. La NH 66 y la NH 766 conectan Calicut con el resto de India. Tiene servicios de autobuses a todas las partes de Kerala, Karnataka, Tamil Nadu y a ciudades importantes como Hyderabad y Mumbai.[cita requerida]. Se planea una nueva carretera nacional desde Calicut a Bangalore.

## Personas Notables
Literatura
- S. K. Pottekkatt
- Thikkodiyan
- Punathil Kunjabdulla
- U. A. Khader
- Akbar Kakkattil
- N. N. Kakkad
- P. Valsala
- M. N. Karassery
- M. T. Vasudevan Nair

Música
- M. S. Baburaj
- Baburaj
- Gireesh Puthenchery

Cine
- I. V. Sasi
- T. Damodaran
- Ummer
- Mammukoya
- Balan K. Nair
- Santha Devi
- Parvathy Thiruvothu
- Kuthiravattam Pappu
- Ranjith
- V. M. Vinu
- A. Vincent
- Shajoon Kariyal
- Anjali Menon
- P. S. Nivas
- Neeraj Madhav
- Madhupal
- Anoop Menon
- Nellikode Bhaskaran
- Augustine
- Surabhi Lakshmi

Deportes
- T. Abdul Rahman
- P. T. Usha
- Jaseel P. Ismail
- Valiyaveetil Diju
- Aparna Balan
- Arun Vishnu
- Tom Joseph
- Roy Joseph
- Mayookha Johny
- Prasanth Karuthadathkuni
- Jinson Johnson
- Kishor Kumar
- Rehenesh TP
- Muhammed Nemil
- Gani Nigam

Otros
- Ali Manikfan (investigador marino)